# Bauhenk
Bauhenk je smučarska skakalnica v Kranju s K-točko pri 100 m in velikostjo skakalnice 109 m, zgrajena je bila leta 2004, tekme pa lahko gosti tudi poleti na umetni podlagi. Na skakalnici, ki je domača za klub SK Triglav Kranj, redno potekajo tekme Celinskega pokala, v sezoni 2006 je potekala tekma Poletne Velike nagrade in Svetovno mladinsko prvenstvo, v sezoni 2007/08 pa je bila načrtovana tekma Svetovnega pokala, ki pa je odpadla zaradi neugodnih vremenskih pogojev. V zadnjih letih skakalnica gosti tudi tekme slovenskega državnega prvenstva. Zimski rekord skakalnice drži Peter Prevc s 119 m iz leta 2011, poletnega pa Robert Kranjec s 118,5 m iz leta 2009.